# Тараканосверчки
Тараканосверчки́ (лат. Notoptera) — отряд насекомых с неполным превращением из клады Polyneoptera.

## Распространение
Известно 39 современных видов (по состоянию на февраль 2008 года), обитающих в Африке, Сибири, Дальнем Востоке,Китае, Корее, Японии и в Северной Америке, прежде всего в горных местностях.

## Описание
Эти животные достигают длины от 20 до 30 мм и живут на земле под камнями и во мху. Их пищей являются частично растения, частично другие мелкие животные. Тараканосверчки (кроме Mantophasmatodea) любят холод.
У тараканосверчков нет крыльев. Их фасеточные глаза развиты слабо либо отсутствуют вовсе, глазки (ocelli) полностью отсутствуют. Одним из заметных признаков является раздувающийся мешок, имеющийся у самцов на нижней стороне первого заднего сегмента, который к тому же заканчивается своеобразными нитями.
Взрослые экземпляры живут до двух лет, однако самцы после спаривания поедаются самками.

## Классификация
Известно 2 современных и около 50 вымерших семейств (165 родов) (Storozhenko, 1998). К августу 2013 года учёными описано 565 видов, включая 516 ископаемых видов (Zhang, 2013).
- Подотряд Grylloblattodea
  - Grylloblattina
    - Семейства: Grylloblattidae — † Archiprobnidae — † Bajanzhargalanidae — † Blattogryllidae — † Chaulioditidae — † Euremiscidae — † Geinitziidae — † Gorochoviidae — † Havlatiidae — † Ideliidae — † Idelinellidae — † Kortshakoliidae — † Liomopteridae — † Madygenophlebiidae — † Megakhosaridae — † Mesorthopteridae — † Neleidae — † Permopectinidae — † Permotermopsidae — † Pinideliidae — † Skaliciidae — † Sylvaphlebiidae — † Tunguskapteridae

  - † Lemmatophorina
    - Семейства: † Atactophlebiidae — † Daldubidae — † Euryptilonidae — † Lemmatophoridae

  - † Protoperlina
    - Семейства: † Aliculidae — † Camptoneuritidae — † Chelopteridae — † Demopteridae — † Epideigmatidae — † Ivapteridae — † Jabloniidae — † Mesojabloniidae — † Oecanthoperlidae — † Permembiidae — † Probnidae — † Protembiidae — † Protoperlidae — † Sheimiidae — † Sojanoraphidiidae — † Sylvabestiidae — † Sylvardembiidae — † Tillyardembiidae — † Tshecalculidae — † Tshekardominidae — † Visheriferidae
- Подотряд Mantophasmatodea
  - Семейство Mantophasmatidae

Некоторые семейства выделены в отдельный отряд Reculida Handlirsch, 1906 (Reculoidea): Chaulioditidae, Geinitziidae, Ivapteridae, Lemmatophoridae, Liomopteridae, Reculidae, Skaliciidae, Sylvaphlebiidae, и род Tshekardushka.

## Охранный статус
1 их вид занесен в Красный список угрожаемых видов МСОП (The IUCN Red List of Threatened Species) в категорию уязвимые виды (VU):
 Grylloblatta chirurgica — уязвимый пещерный вид тараканосверчков из семейства Grylloblattidae, эндемик пещер северной части Каскадных гор на крайнем западе Северной Америки. Главной причиной вымирания вида является развитие туризма в пещерах.